# Only Love Survives

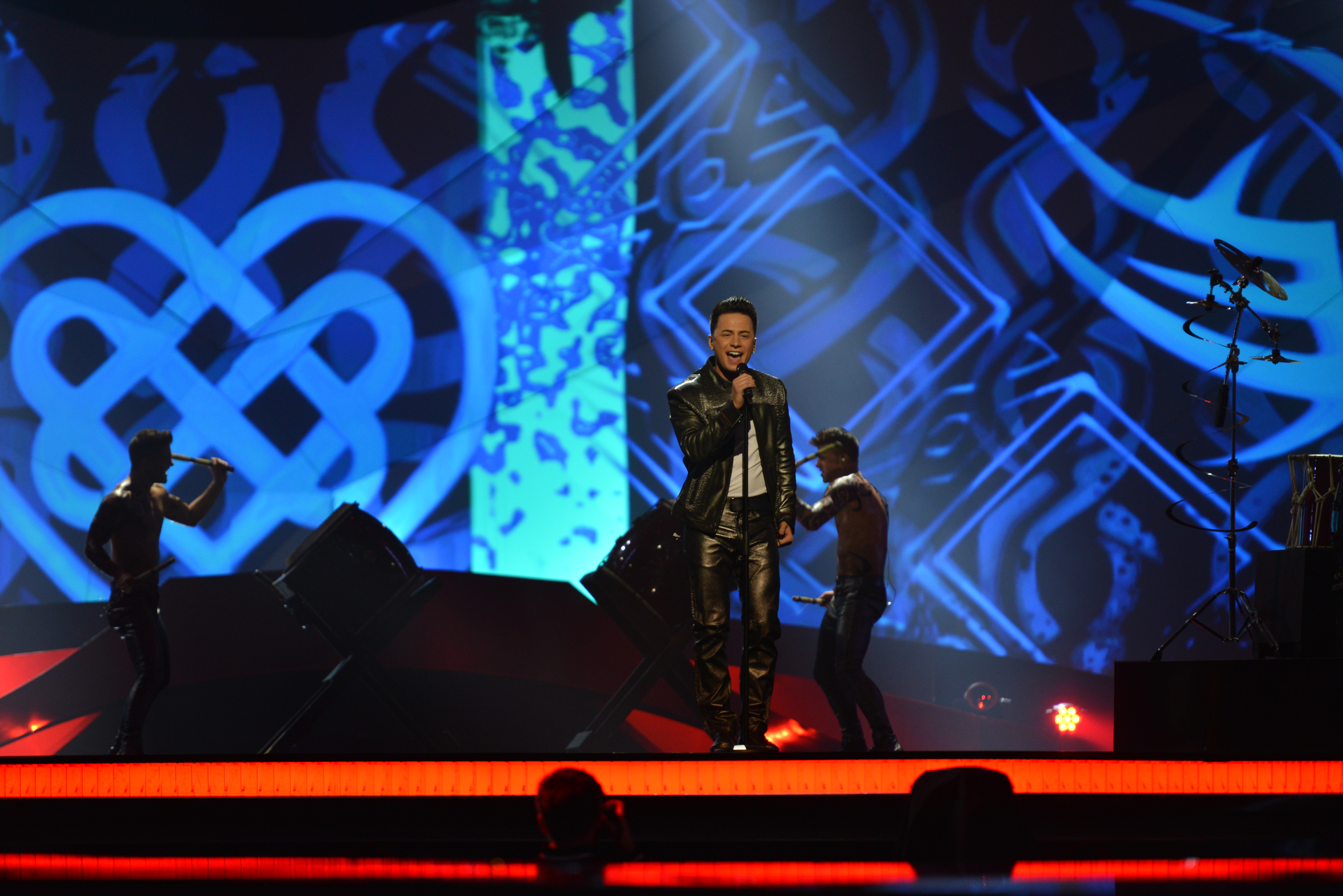
Ryan Dolan reprezentujący Irlandię z piosenką "Only Love Survives" podczas próby przed półfinałem Konkursu Piosenki Eurowizji w Malmö w 2013.

Only Love Survives – singel irlandzkiego piosenkarza Ryana Dolana napisany przez niego samego we współpracy z Wezem Devinem oraz wydany w 2013 roku.
W 2013 roku utwór reprezentował Irlandię podczas 58. Konkursu Piosenki Eurowizji dzięki wygraniu w lutym specjalnego odcinka talk-show The Late, Late Show dzięki największemu poparciu jurorów i telewidzów.
14 maja utwór został zaprezentowany w pierwszym półfinale konkursu i z ósmego miejsca zakwalifikował się do finału, w którym zajął ostatecznie ostatnie, 26. miejsce z pięcioma punktami na koncie.

## Lista utworów
- Digital download[6]

1. „Only Love Survives” – 3:00

## Notowania na listach przebojów
| Kraj            | Lista (2013)              | Najwyższe miejsce |
| --------------- | ------------------------- | ----------------- |
| Irlandia        | Top 100 Singles           | 13                |
| Wielka Brytania | Top 50 Indie Singles      | 33                |
| Szwecja         | Top 60 Singles            | 48                |
| Belgia          | Top 50 Singles (Flandria) | 67                |